# Hermann Weyland
Hermann Gerhard Weyland ( 28 de marzo de 1888 - 20 de enero de 1974) fue un botánico, y algólogo alemán; pionero de la micropaleontología, profesor de paleontología.

## Biografía
Fue profesor de geología y paleontología en la Universidad de Colonia. También personal superior (jefe del departamento) de Bayer AG. Vivió en Wuppertal-Elberfeld y fue presidente de la Sociedad de Historia Natural de Wuppertal. Conoció y descubrió flora devónica en Wuppertal. Uno de los helechos más antiguos de Alemania, incluso lleva el nombre Asteroxylon elberfeldense, descubierto en el sitio en Wuppertal-Elberfeld.
Fue el autor, entre 1937 a 1948, de la obra de siete volúmenes sobre fósiles del yacimiento arqueológico Rott (Hennef) señalando las existencias de fósiles hallados y guardados en Bonn (Museo Goldfuss), Siegburg, Berlín, Londres, Los Ángeles.
Junto con el paleobotánico y amigo Richard Kräusel descifraron la taxonomía de muchos Psilophytopsida en la década de 1920. Incluso con Gerhard Roselt, profesor de paleobotánica y geología del carbonífero en Freiberg, un animado intercambio tuvo lugar, ya que con Walther Gothan. Con eso, publicó varias ediciones en el "Libro de texto de paleobotánica".

## Algunas publicaciones
- Die Flora des deutschen Unterdevons, Berlín 1930, con Richard Kräusel

- Beiträge zur Kenntnis der rheinischen Tertiärflora 1934

- Tertiäre und quartäre Pflanzenreste aus den vulkanischen Tuffen der Eifel, Senckenbergische Naturforschende Gesellschaft Frankfurt am Main 1942 (N.º 463), con Richard Kräusel

- Die Entwicklung der ältesten Pflanzenwelt, Geologische Rundschau 35: 99–106, septiembre 1948

- Wege und Ziele der Paläobotanik, in: Naturwissenschaften (Journal), Springer Berlín / Heidelberg enero 1950, (37ª ed. N.º 24)

- Die Sporen und Pollen der Aachener Kreide und ihre Bedeutung für die Charakterisierung des Mittleren Senons, in: Palaeontographica, Abt. B 95, p. 6-29, 1953, con W. Krieger

- Über strukturbietende Blätter und pflanzliche Mikrofossilien aus den untersenonen Tonen der Gegend von Quedlinburg, in: Palaeontographica Abt. B 95, p. 30-52, 1953, con G. Greifeld

- Goethes Urpflanze im Licht der modernen Stammesgeschichte. Eine Betrachtung über die Wandlung des Entwicklungsgedankens, in: SudArch 38, 1954, p. 219

- Lehrbuch der Paläobotanik, Akademie-Verlag 1954, con mit Walther Gothan

- Untersuchungen über Sporen- und Pollen-Flora einiger Jugoslawischer und Griechischer Braunkohlen, in: Palaeontographica Abt. B 105, p. 75-99, 1958 con H.D. Pflug, N. Pantic

- Drei neue Pflanzen aus dem Devon, in: Palaeontographica, Abt. B 107, p. 65-82, 1960 con Richard Kräusel

- Pflanzenreste aus der Braunkohlengrube „Herman“ bei Heerlen, Hollandisch Limburg, in: Palaeontographica Abt. B 109, p. 93-97, 1961 con K. Takahashi

- Rätsel um Asteroxylon Elberfeldense, in: Palaeontographica Abt. B 126, p. 138-144, 1969 con Werner Berendt, Wolf-Dieter Vollmann

- La abreviatura «Weyland» se emplea para indicar a Hermann Weyland como autoridad en la descripción y clasificación científica de los vegetales.[1]